# 우수영초등학교
우수영초등학교는 대한민국 전라남도 해남군 문내면 난대리 소재의 공립 초등학교다.

## 학교 연혁
- 2017년 2월 17일 제97회 졸업 15명 (총 9,245명 배출)
- 2016년 3월 1일 제28대 김성숙 교장 부임
- 2014년 3월 1일 우수영초등학교 이설(문내, 문내동, 중화분교 통합)
- 2005년 1월 7일 다목적교실 개축
- 2004년 7월 2일 도서관 현대화 사업
- 2000년 3월 1일 중화분교장 본교 편입
- 1999년 3월 5일 병설유치원 개원
- 1996년 3월 1일 우수영초등학교 개칭
- 1992년 3월 1일 임하분교장 본교 통합
- 1988년 3월 2일 특수학급 설치 1개반 설치
- 1970년 12월 31일 녹도 무교도서교 설치
- 1965년 10월 4일 임하분교 설치
- 1946년 5월 15일 우수영국민학교 개칭
- 1941년 4월 1일 우수영공립국민학교 개칭
- 1938년 4월 1일 우수영공립심상소학교 개칭
- 1930년 4월 1일 6년제 인가
- 1920년 9월 10일 우수영공립보통학교(4년제) 개교
- 1920년 8월 29일 우수영공립보통학교 인가
- 1919년 12월 12일 우수영사립보통학교 인가
- 1918년 7월 1일 명량의숙 개설

## 학교 상징
- 교화 - 개나리(인내심) : 모든일에 참을성을 갖는 어린이가 되자.
- 교목 - 동백나무(신중, 겸손, 진실) : 겸손하고 진실된 어린이가 되자.
- 교색 - 청색(성실, 책임, 희망) : 성실하고 책임감 있는 어린이가 되자.

## 참고 자료
- 우수영초등학교 - 한국교육학술정보원 학교알리미